# Antonio Puccinelli
Antonio Puccinelli (Castelfranco di Sotto, 19 marzo 1822 – Firenze, 22 luglio 1897) è stato un pittore italiano.

## Biografia
Nasce da Maria Anna Bartolini e dal sarto Giuseppe nel comune pisano di Castelfranco di Sotto che, considerato il suo precoce talento, nel 1839 gli concede un sussidio per iscriversi all’Accademia di belle arti di Firenze dove si forma alla Scuola di Pittura di Pietro Benvenuti e del successore Giuseppe Bezzuoli maestro, tra gli altri, di Giovanni Fattori e Silvestro Lega.
Bezzuoli è pittore affermato e forte riferimento della corrente accademica che si esprime nei soggetti storici medievali e rinascimentali, oggetto della prima fase della vita artistica di Puccinelli fino al 1848, anno in cui partecipa attivamente ai moti rivoluzionari: il suo forte sentimento patriottico è evidente in opere come Ritratto del patriota Curio Nuti, Volontario toscano e Garibaldino.
Nel 1846 si aggiudica il premio maggiore del Concorso Triennale indetto dall'Accademia di Firenze con Mosè ancor bambino calpesta la corona di Faraone, nel 1848 partecipa alla mostra della Società Promotrice fiorentina con il dipinto Italia e all'esibizione dell'Accademia con i dispersi Colombo al convento di Santa Maria della Rabida e Ritratto maschile, nel 1849 l'aggiudicazione di un concorso gli garantisce dall'Accademia una pensione per trasferirsi a Roma fino al 1852 presso lo studio di Tommaso Minardi, uno dei principali interpreti del Purismo.
Nel 1851 espone alla Promotrice fiorentina il soggetto biblico Ebrei nel deserto durante la loro schiavitù in Babilonia.
In questi anni il Castelfranco avvia la frequentazione del Caffè Michelangiolo, ritrovo di ferventi patrioti e dei futuri artisti Macchiaioli: il dipinto Passeggiata del Muro Torto viene considerato dalla critica un’opera precorritrice della corrente macchiaiola, che si distanzia pertanto dalla tradizionale pittura di stampo accademico.
Altre tele di soggetto biblico eseguite in questo periodo sono La schiavitú degli Ebrei e La strage degli innocenti (per il quale posa Francesca Guasconi, che sposerà nel 1862), eseguito come saggio del secondo anno di Pensionato a Roma.
Dopo un soggiorno a Venezia (dove compone, fra le altre, Concerto in giardino e San Giovanni, copia dell'omonima opera di Tiziano, tornato a Firenze apre uno studio in via Chiappina con il fratello Puccio: nel periodo 1853-1858 il mecenate inglese Francis Joseph Sloane, proprietario della Villa Medicea di Careggi, in occasione del restauro della magione lo incarica di dipingere soggetti medicei come Cosimo il Vecchio circondato dagli uomini illustri del tempo, Giovanni dei Medici visita la Villa di Careggi e, negli anni successivi, Leone X a Careggi, Cosimo Pater Patriae (1867) e L'Accademia platonica, ovvero Le feste parentali di Platone, riguardo alla quale riceve elogi dalla critica e notorietà tra i ricchi committenti della zona.
(Il Buon Gusto, anno 3, numero 51, 6 agosto 1851)
Nel 1854 partecipa all'Esposizione di Bologna con San Lino Papa e l'anno successivo alla Promotrice fiorentina con La lettura.
Nello stesso 1855 viene nominato professione dell’Accademia di belle arti di Firenze: in questo periodo si dedica alla pittura di soggetti femminili e di nudi, come Il risveglio di Flora, La visita e Venere.
Nel 1858 è con Enrico Pollastrini e Antonio Ciseri promotore della rivista Ricordi fotografici degli artisti contemporanei in Toscana, contenente note, immagini fotografiche e commenti dei lavori più meritevoli realizzati dagli artisti toscani.
Risalgono a questo periodo, oltre alle opere commissionate da Sloane, altri dipinti come La nobildonna Morrocchi, Lucrezia Borgia che sta meditando di versare il veleno nel nappo e Ritratto del nostro amico Luigi Gatteschi, scultore e affreschi in ville e chiese (Luisa Strozzi, Ferruccio).
Nel 1861 viene nominato professore di pittura all’Accademia di belle arti di Bologna che, con l'intento di rinnovare la scena artistica locale, ha assunto anche lo scultore Salvino Salvini, mentre l'Università ha accolto il letterato Giosuè Carducci; tra gli allievi, Raffaele Faccioli e Giulio Cantalamessa.
Nello stesso anno partecipa all'Esposizione nazionale italiana con diverse opere, fra le quali Il ricordo amoroso (premiato nel 1863 a Bologna), Lucrezia Borgia mentre medita uno dei tanti suoi delitti e versa il veleno nel vaso d'oro e il Ritratto di Vincenzo Gioberti, realizzato nel 1859 per il concorso bandito dal senatore Bettino Ricasoli che prevedeva l'esecuzione di ritratti di italiani illustri deceduti nel decennio.
Nel 1862 partecipa alla Promotrice fiorentina con Il ricordo amoroso, premiato con una medaglia d’oro nella successiva Esposizione di Bologna.
In questo periodo, si dedica a una variegata produzione con ritratti (La signora Costanza Comparini Papini), dipinti a soggetto storico (La battaglia di Fossalta) e di affreschi a soggetto religioso, come nella Basilica della Madonna dell'Umiltà e nella Chiesa di San Paolo di Pistoia: nello stesso anno si sposa con Francesca Guasconi.
A Pistoia fa parte dei nuclei di intellettuali pistoiesi sorti intorno alle facoltose famiglie della zona, come quella del filantropo Niccolò Puccini che si raduna presso la sua villa, del patriota risorgimentale Luigi Ganucci Cancellieri (la cui moglie è oggetto di ritratto nel 1867) e di Francesco Bartolini, con la moglie Louisa Grace, critica d'arte.
I ritrovi sono frequentati da artisti toscani come Giovanni Fattori, Telemaco Signorini, Serafino De Tivoli, oltre a Domenico Morelli, Lorenzo Gelati e dai letterati Giosuè Carducci (che nel 1860 era insegnante presso il locale liceo), Renato Fucini e Atto Vannucci, direttore della Rivista di Firenze e Bollettino delle Arti del Disegno.
Da questo ambiente derivano numerose commissioni per la committenza locale, in particolare ritratti, nudi di figure femminili allegoriche.
Nel 1865 espone alla Promotrice di Firenze con Dante sull'Appennino che va in esilio, nel 1866 sposa in seconde nozze Adelaide Badioli, cugina dell'allievo Giovanni Ruffino, altro membro di agiata famiglia pistoiese ed entra a far parte della Loggia Massonica Felsinea, della quale Giosuè Carducci figura come segretario.
Nel 1867 partecipa con Enrico Pollastrini e Stefano Ussi all’Esposizione di Parigi con Dino Compagni anima i fiorentini alla concordia, dipinto nel 1859 su commissione Sloane: la produzione di questi anni include Carlo Alberto ad Oporto, La conversazione,  Donna che piange, Ritratto della Nobildonna Elisa Silvatici Nistri, Signora con merletto.
In questo periodo, vive tra Bologna e Pistoia, dove dipinge Il Chiostro dell'ospedale del Ceppo e il Ritratto di Nerina Badioli.
Nel 1873 partecipa alla Fiera mondiale di Vienna con Il segretario fiorentino (Machiavelli)
Nel 1875 affresca la cappella degli Alluminati nella Basilica della Madonna dell'Umiltà di Pistoia con La Liberazione di San Pietro e Il Martirio di San Paolo e la lunetta del Beato Andrea Franchi per Chiesa di San Paolo di Pistoia. 
Nel 1877 partecipa all'Esposizione Nazionale di Napoli con Il segretario fiorentino (Machiavelli) e Piero de'Medici scacciato da Firenze.
Nel 1888 espone La tradita all'Esposizione fiorentina, negli anni successivi si dedica agli ultimi ritratti, fra i quali i noti Ritratto della Marchesa Albergati e Ritratto dell'architetto Pietro Tincolini.
Nel 1897 si ritira definitivamente dall'attività didattica e rientra a Firenze, dove muore il 22 luglio.

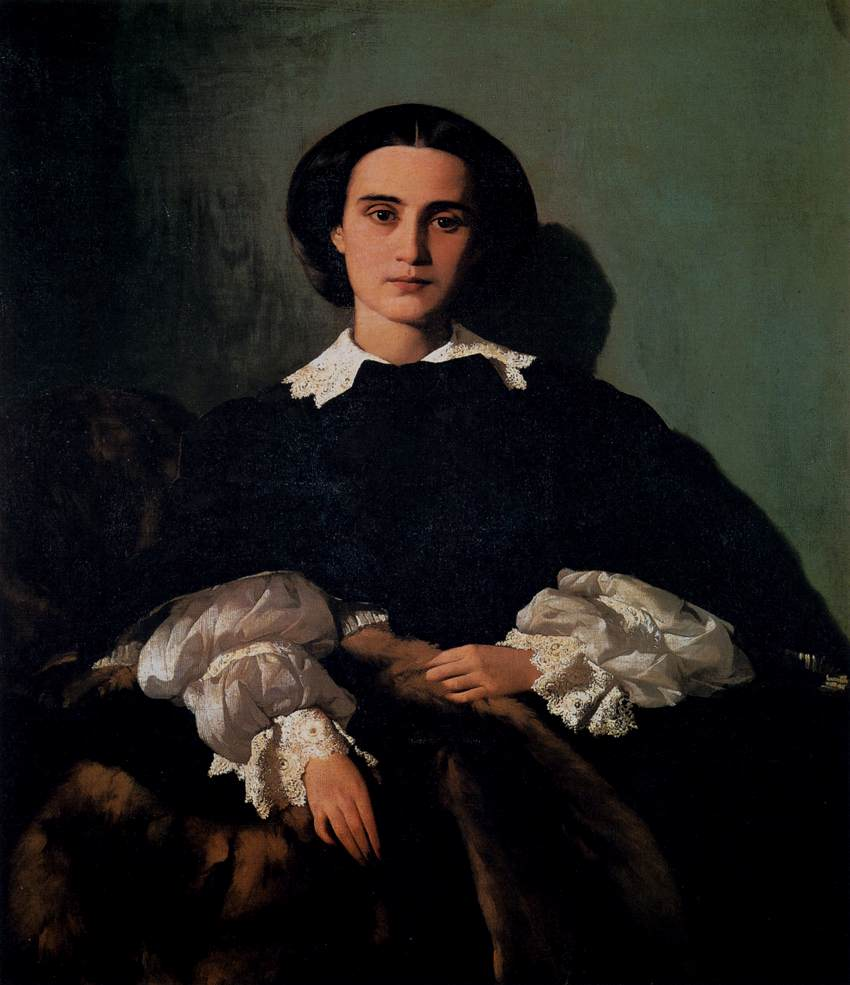
Ritratto della Nobildonna Morrocchi

## Stile
Allievo dell'accademico Bezzuoli, la prima fase artistica di Puccinelli ricalca i temi storico-religiosi e le nozioni apprese dal maestro:La strage degli Innocenti (1852) è prodotta con la tecnica del realismo fotografico, con nitidezza ed estrema precisione nella definizione dei particolari della figura di donna che fugge con il suo bambino.
La frequentazione con Tommaso Minardi, uno dei principali esponenti del movimento purista, è determinante nella sua evoluzione artistica, che si configura in un progressivo allontanamento dai canoni accademici.
Il soggiorno a Venezia tra il 1852 e il 1853, dove Puccinelli studia i grandi classici veneti come Tiziano, influenza alcune opere successive come La visita e soprattutto La strage degli innocenti, nella quale è possibile ravvisare anche lo studio delle opere di Jean-Auguste-Dominique Ingres.
La Passeggiata del Muro Torto del 1852, uno dei primi esempi di dipinto di vita mondana all’aperto, è considerata un’opera anticipatrice del movimento macchiaiolo per l'utilizzo della luce proveniente dal colore, vero elemento costruttivo del dipinto, di uno stile vivace e immediato nella sua esecuzione.

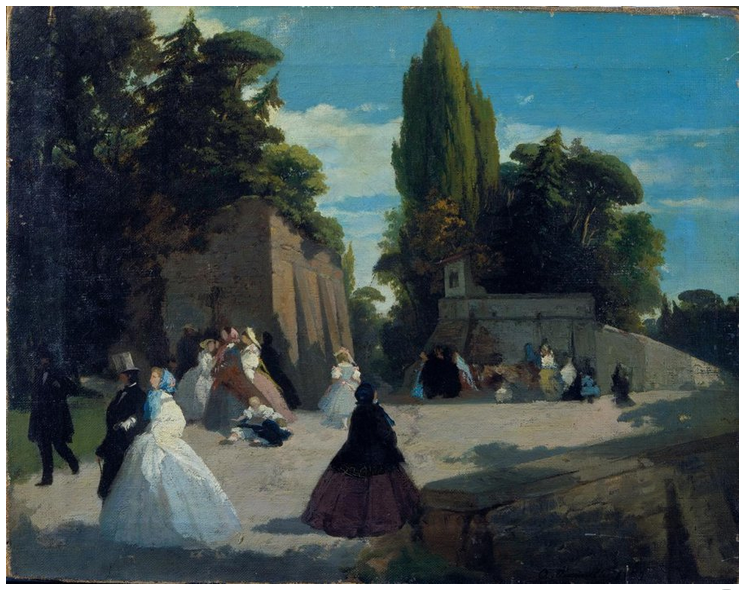
La passeggiata del Muro Torto

Affini alle ricerche dei Macchiaioli anche alcuni ritratti, come quello di Nerina Badioli.

## Opere principali
- Ritratto di uomo (1840-1850), olio su tela, Museo Nazionale di palazzo Mansi, Lucca;
- Il fanciullo Mosè in atto di calpestare la corona del Faraone (1846), olio su tela, Galleria dell'Accademia di Firenze;
- Ritratto del vescovo Giuseppe Gaetano Incontri (1846), olio su tela, Museo diocesano di Volterra;
- San Giovanni Evangelista (1847), olio su tela, Chiesa di Sant'Andrea Apostolo di Volterra;
- San Luigi Gonzaga (1847), olio su tela, Chiesa di Sant'Andrea Apostolo di Volterra;
- Ritratto di Curio Nuti, patriota del 1848 (1848), olio su tela, Galliera d'arte moderna, Palazzo Pitti di Firenze;
- Ritratto di Emilio Donnini (1848), olio su tela, Galliera d'arte moderna, Palazzo Pitti di Firenze[19];
- Volontario toscano (Ritratto d'uomo) (1849), olio su tela, Galliera d'arte moderna, Palazzo Pitti di Firenze[20];
- Ritratto dello scultore Salvino Salvini (1849), olio su tela, Accademia nazionale di San Luca, Roma[21];
- Garibaldino (non datato), olio su tela, Galliera d'arte moderna di Palazzo Pitti, Firenze[22];
- Ebrei nel deserto durante la loro schiavitù in Babilonia (1851), olio su tela, Galleria dell'Accademia di Firenze[23];
- La strage degli Innocenti (1852), olio su tela, Galleria dell'Accademia di Firenze[24];
- La Passeggiata del Muro Torto (1852), olio su tela, Fondazione Centro Matteucci per l'Arte Moderna, Viareggio;
- La bagnante (La visita) (1854), olio su tela, collezione privata;
- Idillio pastorale (1854), olio su tela, collezione privata;
- Nudo femminile (1854), olio su tela, collezione privata;
- La nobildonna Morrocchi (Ritratto di donna) (1855-1858), olio su tela, Galliera d'arte moderna, Palazzo Pitti di Firenze[25];
- Dino Compagnoni in mediatore della pace tra guelfi e ghibellini (1856), olio su tela, Palazzo Compagni, Firenze;
- Ritratto di Giuseppe Viti (1858), olio su tela, Palazzo Viti, Volterra[26];
- Ritratto di Francesco Amerigo Viti (1858), olio su tela, Palazzo Viti, Volterra[26];
- Lucrezia Borgia mentre medita uno dei tanti suoi delitti e versa il veleno nel vaso d'oro (1858), Fondazione Cassa di Risparmio di San Miniato[27];
- Assunta coi SS. Pietro e Agostino (1859), olio su tela, Museo San Pietro di Colle di Val d'Elsa;
- Ritratto postumo del filosofo Vincenzo Gioberti (1861), olio su tela, Galliera d'arte moderna, Palazzo Pitti di Firenze[28];
- Autoritratto (1864), olio su tela, Galleria degli Uffizi di Firenze;
- Michelangelo alle cave (1864), olio su tela, Palazzo Ducale di Massa[29];
- Carlo Alberto a Oporto (1865), olio su tela, Museo Civico del Risorgimento di Bologna[30];
- Venere dormiente (1865), olio su tela, Palazzo Viti, Volterra[31];
- Ritratto di signora (1866), olio su tela, Museo civico di Pistoia;
- Ritratto di Nerina Badioli (1866), olio su tela, Galleria nazionale d'arte moderna di Roma[32];
- Cosimo il Vecchio de' Medici riceve artisti e scienziati (1867), olio su tela, Galliera d'arte moderna, Palazzo Pitti di Firenze[33];
- La nobildonna Silvatici Nistri (1869), olio su tela, collezione privata;
- Villa Petrocchi (1870), olio su tela, Pinacoteca Comunale di Faenza[34];
- Ritratto di Marianna Ganucci Cancellieri (1870), olio su tela, Palazzo Ganucci Cancellieri, Pistoia[34];
- Politica in sacrestia (1872), olio su cartone, collezione privata;
- Ritratto di Giovan Maria Damiani in uniforme delle guide garibaldine (1872), olio su tela, Museo Civico del Risorgimento di Bologna[35];
- Volontario (Ritratto d'uomo) (1873), olio su tela, Galliera d'arte moderna, Palazzo Pitti di Firenze[36];
- L’ospedale del Ceppo a Pistoia (1873), olio su tela, Pinacoteca Vaticana;
- Ritratto di Pietro Tincolini (1891), olio su tela, Galliera d'arte moderna, Palazzo Pitti di Firenze[37];
- Il Savonarola al letto di morte di Lorenzo il Magnifico (non datato), olio su tela, collezione privata;
- Incontro sotto le mura (non datato), olio su tela, collezione privata;
- Nudo femminile seduto (non datato), olio su tela, Fondazione Cassa di Risparmio di Pistoia e Pescia;
- La bagnante (non datato), olio su tela, collezione privata;
- La moda (non datato), olio su tela, collezione privata;
- Madonna del Solletico (non datato), olio su tela, Museo Nazionale di Villa Guinigi, Lucca[38];
- Madonna con Bambino e Santi (non datato), olio su tela, Museo Nazionale di Villa Guinigi, Lucca[38].